# (4793) Slessor
(4793) Slessor est un astéroïde de la ceinture principale.

## Description
(4793) Slessor est un astéroïde de la ceinture principale. Il fut découvert le 1er septembre 1988 à La Silla par Henri Debehogne. Il présente une orbite caractérisée par un demi-grand axe de 2,67 UA, une excentricité de 0,16 et une inclinaison de 4,4° par rapport à l'écliptique.

## Compléments